# If I Die Young
"If I Die Young" é uma canção da banda norte-americana de música country The Band Perry. A canção foi extraída como segundo single oficial do álbum de estreia da banda, The Band Perry, lançado em 2010.

## Certificações
| Região         | Provedor | Certificação |
| -------------- | -------- | ------------ |
| Estados Unidos | RIAA     | 6× Platina   |

## Histórico de lançamento
| Data               | País           | Formato           |
| ------------------ | -------------- | ----------------- |
| 7 de junho de 2010 | Estados Unidos | Country Radio     |
| 24 de maio de 2011 | Estados Unidos | Top 40 Mainstream |